# Burg Deva

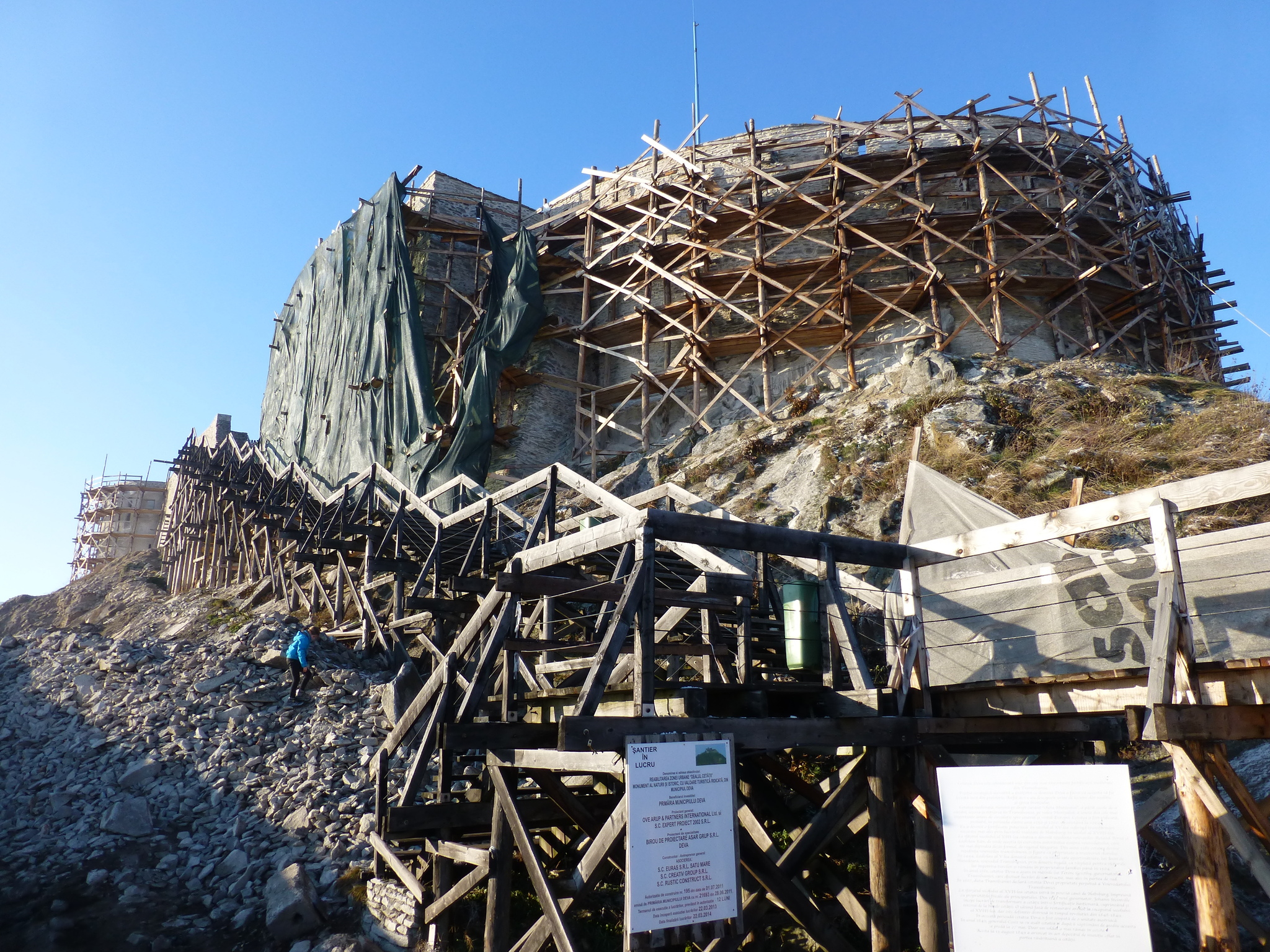
Restaurierungsarbeiten, Dezember 2013

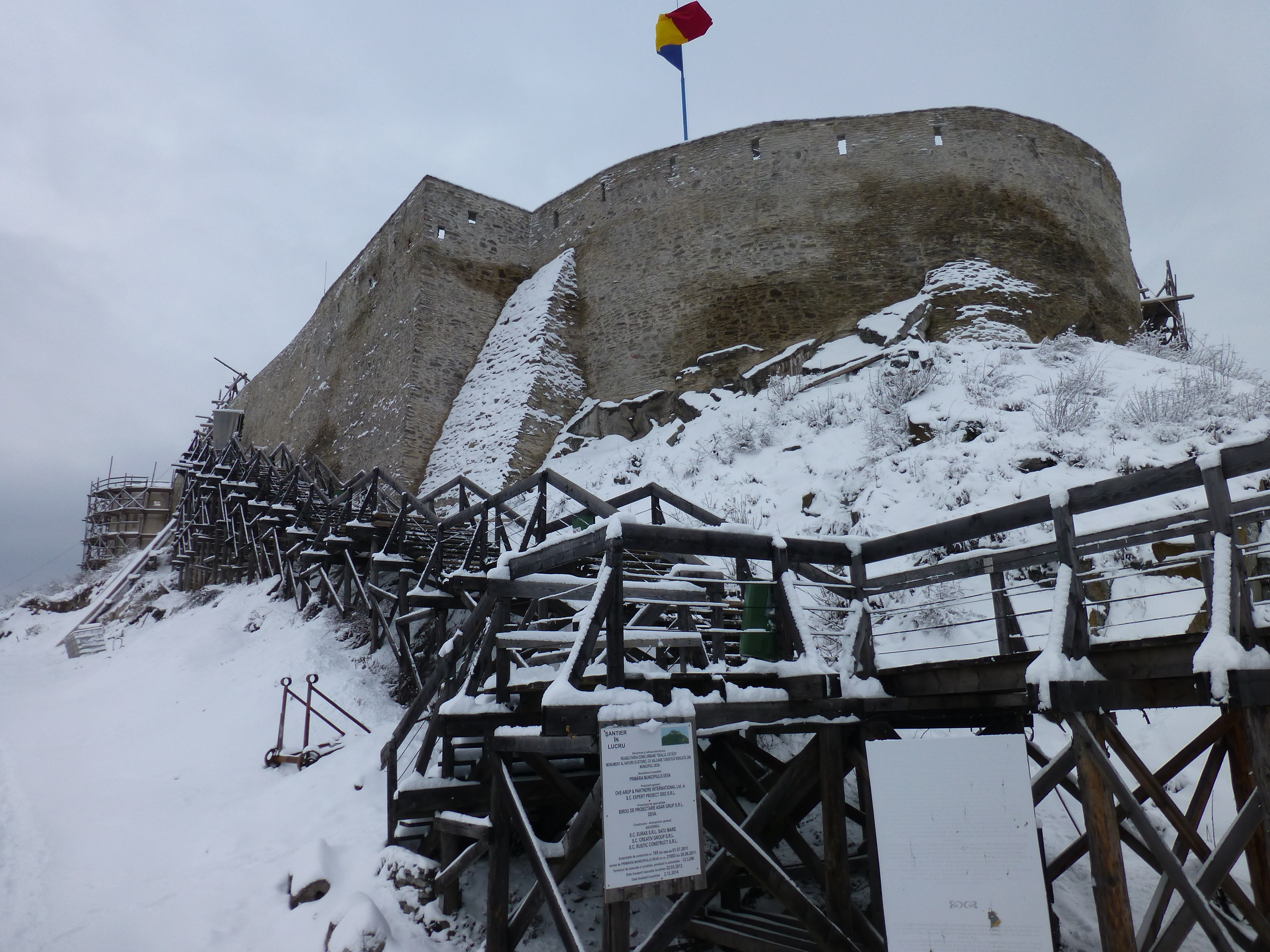
Restaurierungsarbeiten, Dezember 2014

Die Burg Deva (auch Diemricher Burg, rumänisch Cetatea Deva) befindet sich in der Stadt Deva (Diemrich) im Kreis Hunedoara in Rumänien.

## Lage
Im Norden der Stadt Deva liegt die Burgruine auf einem 371 Meter hohen Vulkankegel und ist zu Fuß oder mit einem 278 Meter langen Schrägaufzug zu erreichen.

## Geschichte
Die Burgruine wurde erstmals im Jahr 1269 urkundlich erwähnt, als König Stephan V. von Ungarn sie in einem Privileg an den Grafen von Câlnic (rumänisch comitele Chyl din Câlnic) die „königliche Burg Deva“ erwähnt.
Im Jahr 1307 wurde hier in der Burg der Bayernherzog Otto vom siebenbürgischen Woiwoden Ladislaus gefangengehalten. Seit 1321 war diese samt Umgebung Landgut des ungarischen Königs Karl I. Die Königs- und Fürstenburg ging im 15. Jahrhundert in den Besitz von Johann Hunyadi über. Im Jahr 1579 starb hier der zur lebenslangen Haft verurteilte Siebenbürger Sachse Franz Hertel alias Franz Davidis. Nach den Kreuzzügen der Kuruzen von 1687 bis 1706 wurde die Burg von den Truppen des Kaisers Karl VI. besetzt und im Jahr 1752 renoviert. Ein Versuch von Aufständischen des Horea-Aufstandes im November 1784, die Burg einzunehmen, scheiterte. Nach einem Besuch des Kaisers Franz I. im Jahr 1817 wurde die Burg erneut renoviert. Nachdem im Jahr 1849 wegen einer Explosion von Pulverreserven die Burg zum Teil zerstört wurde – wobei auch viele Soldaten starben –, wurde sie verlassen und nicht wieder aufgebaut.
Die Burgruine steht unter Denkmalschutz. Nachdem sich der Erhaltungszustand der Burg verschlechtert hatte und einige Bereiche wie der Innenhof der Festung nicht mehr zugänglich waren, wurde nach jahrelangen Verzögerungen im Frühjahr 2013 mit einer umfangreichen Restaurierung begonnen, die im Dezember 2014 abgeschlossen werden sollte. Diese Restaurierungsmaßnahmen im Wert von ungefähr 38,5 Millionen rumänische Lei (ca. 8,5 Millionen Euro) werden von der Europäischen Union, der rumänischen Regierung und privaten Spendern finanziert.
Auf und um den Burgberg wurden zahlreiche archäologische Funde, welche bis in die Jungsteinzeit deuten, gemacht.
Auf dem Burgberg ist die Europäische Hornotter heimisch.